# Oxira griseithorax
Oxira griseithorax là một loài bướm đêm trong họ Noctuidae.